# Xiuxiang (métro de Nanning)
Xiuxiang (chinois : 秀厢站 / pinyin : Xiùxiāng zhàn / zhuang : Camh Siusiengh) est une station de la ligne 2 du métro de Nanning. Elle est située de part et d'autre de la rue Youai nord, dans le district de Xixiangtang de la ville de Nanning, en Chine.
Ouverte le 28 décembre 2017, elle comprend deux entrées et une seule plateforme.

## Situation sur le réseau

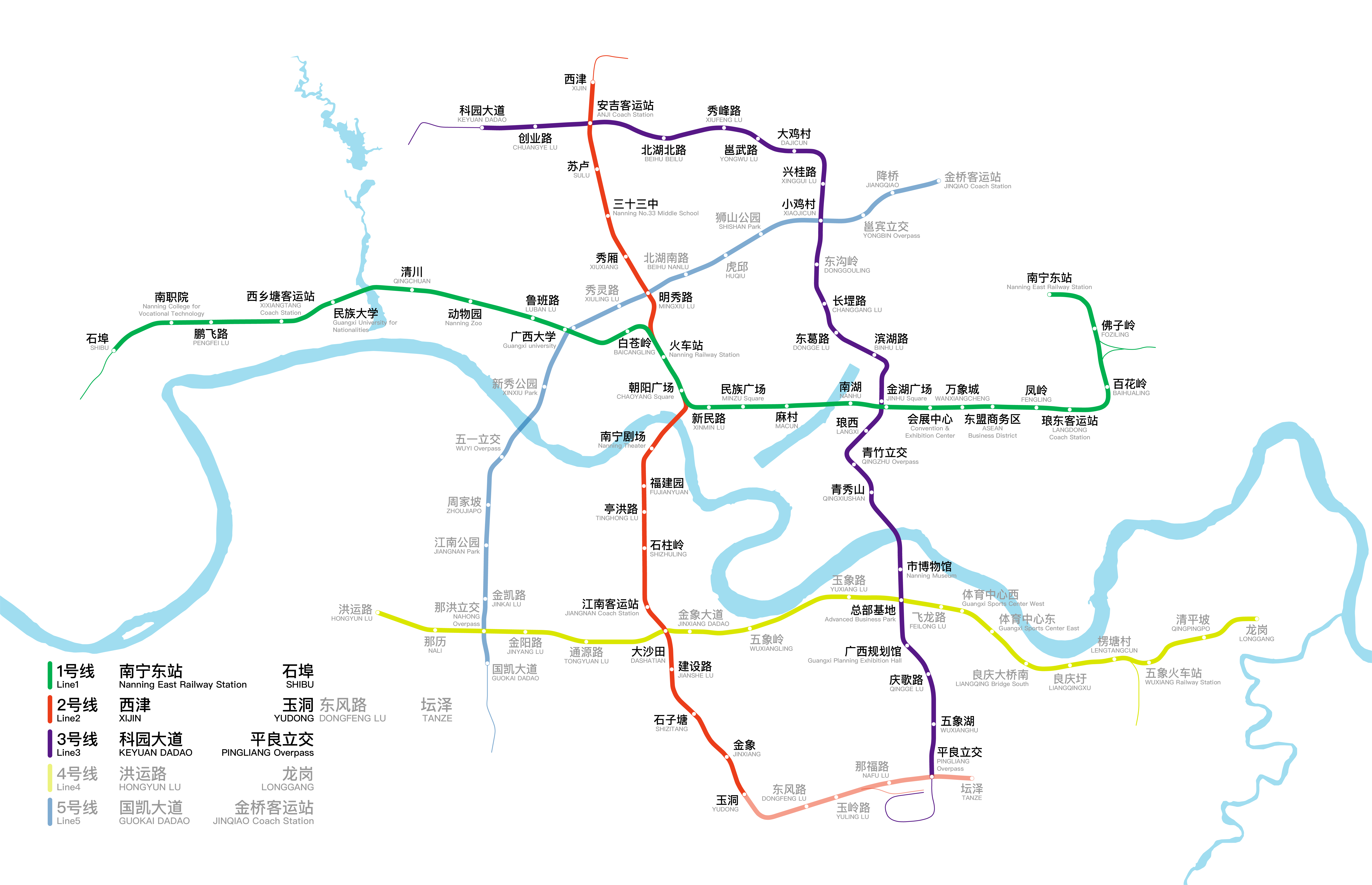
Plan du métro.

Établie en souterrain, Xiuxiang est située sur la ligne 2 du métro de Nanning, entre la station École intermédiaire numéro 33 (zh), en direction du terminus nord Xijin (zh), et la station Rue Mingxiu (zh), en direction du terminus sud Tanze.

## Histoire
Le tracé de la ligne est décidé en juin 2014, avec une première phase comprenant 18 stations pour 21,2 kilomètres, coûtant environ 15.5 milliards de yuans. La ligne ouvre officiellement le 28 décembre 2017 avec 17 autres stations.

## Services aux voyageurs

### Accès et accueil
Située de part d'autre de la rue Youai nord, la station est accessible tous les jours, par quatre entrées différentes, dont deux actuellement réservées. Un ascenseur pour personnes handicapées est présent à la sortie A. La station souterraine dispose de deux étages et a un quai central.
Station souterraine, elle dispose de trois niveaux :
| Niveau 0   | Entrées et sorties                     | Entrées et sorties                                         |
| Sous-sol 1 | Salle d'accueil                        | Service à la clientèle, boutiques et guichet libre-service |
| Sous-sol 2 |                                        | Ligne 2 Voie 1 : En direction de Xijin (zh)                |
| Sous-sol 2 | Quai central                           |                                                            |
| Sous-sol 2 | Ligne 2 Voie 2 : En direction de Tanze |                                                            |

### Desserte
Les premiers et derniers trains à direction de Xijin sont à 7h02 et 23h39 et ceux à direction de Tanze sont à 6h32 et 23h08. Précédemment, avant l'extension de 2020, les premiers et derniers trains à direction de Xijin étaient à 6h52 et 23h28, tandis que ceux à direction de Yudong étaient à 6h32 et 23h08.

Installations et desserte
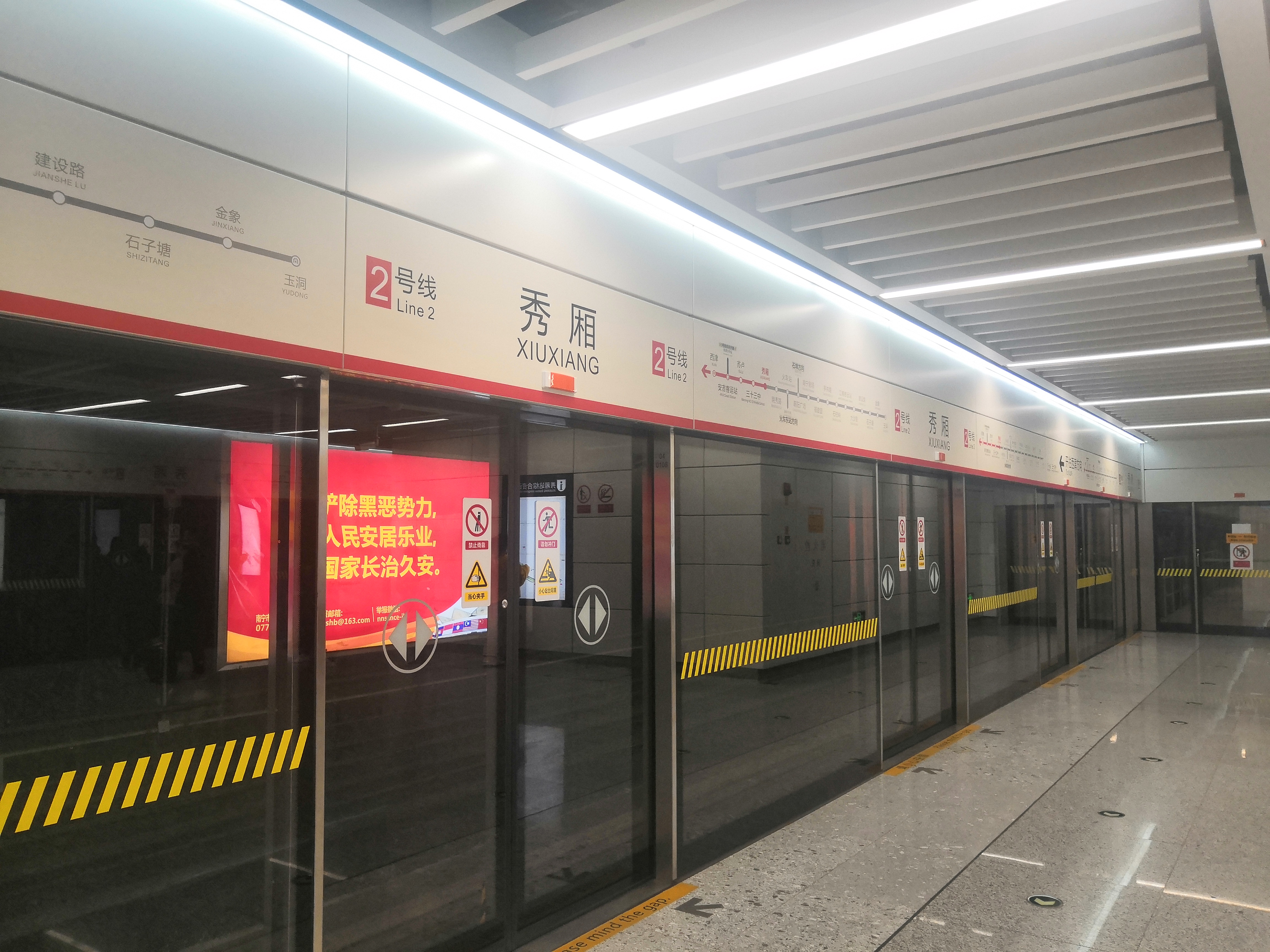
Postes d'embarquement.
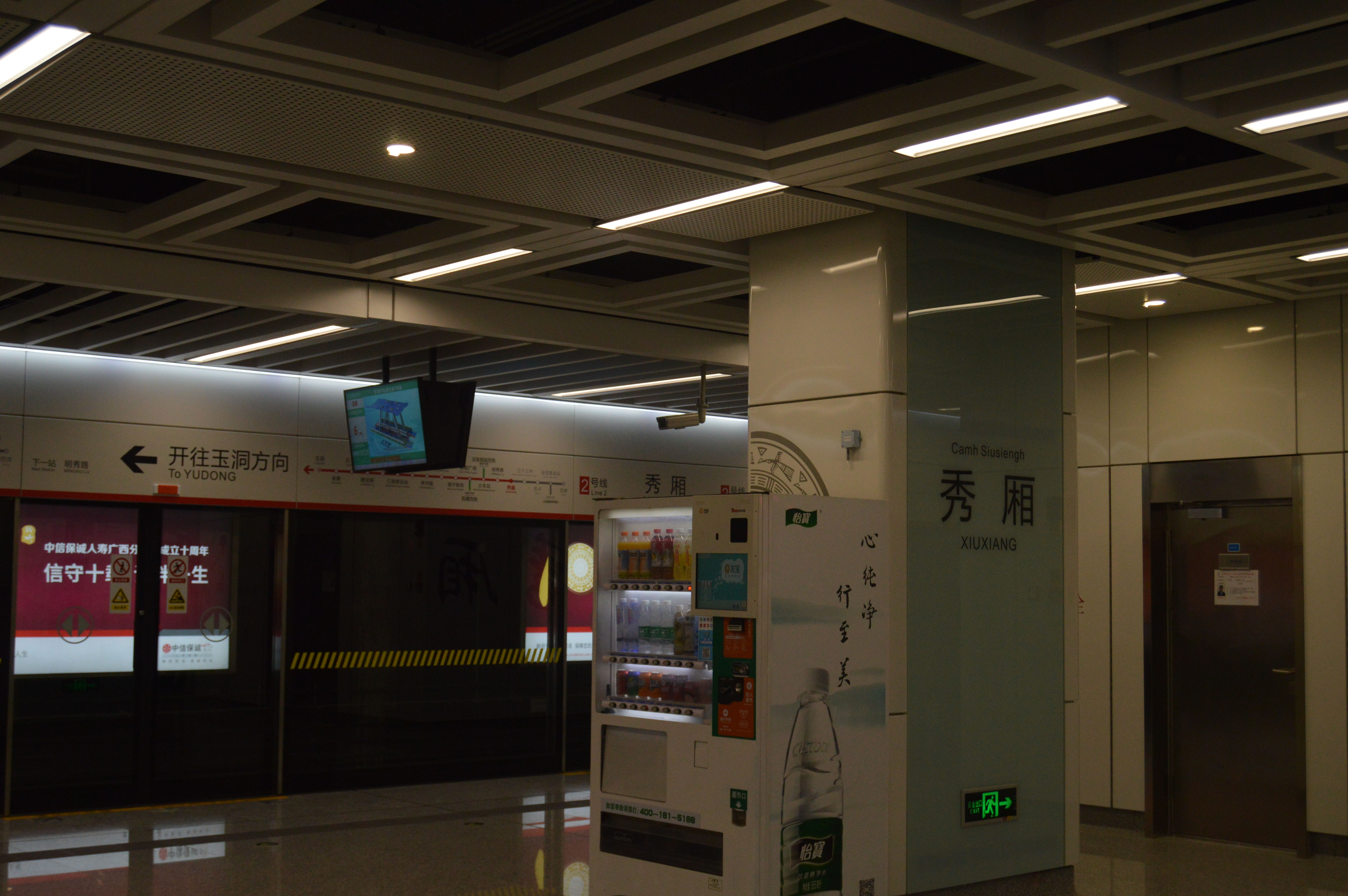
Quai central.

### Intermodalité
La station est desservie par les lignes 32, 61, 75, 203, 603, 801, B98 et B206 du réseau d'autobus de Nanning.

## À proximité
| Numéro                                         | Destinations proches |
| ---------------------------------------------- | --- |
| Sortie A                                       | Rue Youai nord (友爱北路), boulevard Xiuxiang (秀厢大道), Hôpital ophtalmologique Aier (南宁爱尔眼科医院) |
| Sortie B                                       | Ouverture future |
| Sortie C                                       | Rue Youai nord, rue Lingxiang (灵厢路), Deuxième ruelle est de la rue Youai nord (友爱北路东二巷), Bureau de conversation de l'eau de Nanning (南宁市水利局), école primaire Xiutian (南宁市秀田小学), Collège technique de machinerie et d'électronique du Guangxi - Campus Youai (广西机电工业学校友爱校区), village Wanxiu (万秀村) |
| Sortie D                                       | Ouverture future |
| Légende： Ascenseur pour personnes handicapées | |